# Øresund
Øresund er et stræde beliggende mellem Sjælland og Skåne. Tidligere var Øresund et helt dansk farvand, men danner nu rigsgrænse mellem Danmark og Sverige. Middeldybden angives til ca. 11 meter, men området består af både lavvandede bugter og områder med dybder op til omkring 40 meter på det smalle stykke mellem Helsingør og Helsingborg. Sundet er 118 km langt og 4 til 28 km bredt. Det afgrænses i nord mod Kattegat af en linje fra Gilbjerg Hoved (lidt vest for Gilleleje) til Kullen. Det afgrænses i syd mod Østersøen af en linje fra Stevns Fyr til Falsterbo.

## Bundforhold
Bunden er meget forskelligartet, men generelt kan man sige, at de lavvandede områder er domineret af sandbund, og de dybere områder har store mængder af silt og ler. I mindre områder findes desuden stenrev, muslingebanker og blotlagt grundfjeld. Visse steder i Køge Bugt findes nunatakker af undergrundens kalk.
Mellem Amager og Malmø ligger en gammel randmoræne benævnt Drogden Sill, hvor vanddybderne ikke overstiger 10 meter. Denne tærskel er for en stor del styrende for vandgennemstrømningen. Sejlrenderne Hollænderdybet og Kongedybet bruges af sejlere fra Københavns havne.

## Vandforhold
Sundet er ansvarlig for ca. 25 procent af vandudskiftningen mellem Østersøen og Kattegat/Nordsøen. Øresund har generelt en nordgående overfladestrøm, der fører brakvand fra Østersøen mod Kattegat. Fra Kattegat strømmer saltvand sydpå langs bunden. De to vandmasser blandes under normale, vindstille forhold ikke, men danner et springlag med en stor gradient, hvad angår salinitet og temperatur. Springlaget ligger sædvanligvis i cirka 10-12 meters dybde. Kun i få situationer vil vinden være kraftig nok til at opblande vandsøjlen og dermed bringe saltvand fra Kattegat til Østersøen.
I stærk regn overvældes kloakker langs Øresund og udleder beskidt vand.

## Flora og fauna
Historisk har sildefiskeri været værdifuldt i Øresund frem til senmiddelalderen, især handlet på Skånemarkedet.
Siden 1932 har bundtrawling været forbudt. Folketinget vedtog i 2021 at bygge et kunstigt stenrev udfor Taarbæk for at øge biodiversiteten. I sensommeren ses bl.a tun som jager sild og hornfisk. Undertiden ses også pukkelhval og spækhugger.

## Oprindelsen til navnet
Forleddet ør(e) betyder en 'gruset strandbred', efterleddet 'sund' betyder et 'smalt farvand'. Navnet betyder altså "Det smalle farvand ved den grusede strandbred".

## Større byer ved Øresund
- Helsingborg
- Helsingør
- Region Hovedstaden - Hovedstadsområdet - Storkøbenhavn - København
- Køge (ved Køge Bugt)
- Landskrona
- Malmø